# I. Jóannész trapezunti császár
I. Jóannész vagy Axuch Jóannész (görögül: Ιωάννης Α' Μέγας vagy Αξούχος), (1215 körül – 1238?) trapezunti császár 1235-től 1238-ig, a Nagy Komnénosz cím birtokosa.

## Élete
A birodalmat megalapító I. Alexiosz és Axukhaina Teodóra császárné idősebb fia. A sógorát, nővérének a férjét követte a trónon. Uralma rövid és eseménytelen volt, korai halálát egy lovaspóló közben elszenvedett baleset következtében szenvedte el. Fiát, Jóannikioszt kolostorba zárták – egyes források szerint rövid ideig uralkodott, mielőtt lemondott és visszavonult volna a szerzetesi létbe – így Jánost  öccse, I. Manuél követte a trapezunti trónon.